# Nekrolog 4. Quartal 1943
Nekrolog
◄◄
| ◄
| 1939
| 1940
| 1941
| 1942
| 1943 | 1944 | 1945 | 1946 | 1947 | ► | ►►
1. Quartal |
2. Quartal |
3. Quartal |
4. Quartal 1943
Weitere Ereignisse | Allgemeiner Nekrolog 1943
Die Beschreibung der verstorbenen Person sollte so kurz wie möglich gehalten sein und nur deren signifikante Tätigkeit(en) enthalten.
Neue Namen ggf. auch unter dem Geburts- und Sterbedatum, also etwa unter 1. Januar und im Geburts- und Sterbejahr (2024) eintragen (nur bei entsprechender großer Wichtigkeit). Für Beispiele siehe die schon vorhandenen Artikel.
Außerdem über die fünf zuletzt Verstorbenen, zu denen es einen ausreichend guten Artikel für eine Präsentation auf der Hauptseite gibt, nach der todesbedingten Überarbeitung der Artikel ggf. auch unter Wikipedia Diskussion:Hauptseite informieren und sie am besten auch in den anderen Wikipedia-Sprachversionen eintragen. Tipp: Regelmäßig bei news.google.de nach „ist tot“, „gestorben“ oder „verstorben“ suchen.
Wenn eine Person gestorben ist, gibt es viele Seiten zu dieser Person in der Wikipedia, die davon auch betroffen sind und entsprechend aktualisiert werden müssen. Beispiele: Namenübersichtsseite, Geburtsjahr, Geburtsort-Seiten und viele mehr.
Wie finde ich die betroffenen Seiten?
Im Suchfeld auf der linken Seite gibt man den Suchbegriff so ein: „Vorname Nachname“. Dann klickt man auf Volltext und alle Seiten mit entsprechendem Suchtext werden aufgerufen. Hier sieht man dann schnell, wo auch das Todesjahr Sinn macht oder sogar ein Teil des Artikels angepasst werden muss. Auch hilft das „Werkzeug“ auf der linken Seite sehr gut, um solche Seiten aufzufinden: „Links auf diese Seite“. Somit ist die Wikipedia wieder aktuell in allen Bereichen! Hinweis: bei Eintragung der Kategorie „Gestorben JAHR“ wird der Missbrauchsfilter 49 ausgelöst, was jedoch nicht schlimm ist. Siehe: Spezial:Missbrauchsfilter/49
Dies ist eine Liste von im vierten Quartal 1943 verstorbenen bekannten Persönlichkeiten. Die Einträge erfolgen innerhalb der einzelnen Daten alphabetisch sortiert. Tiere sind im Nekrolog für Tiere zu finden.

## Oktober
| Tag         | Name                               | Beruf, bekannt als                                                                                              | Alter | Beleg |
| ----------- | ---------------------------------- | --- | ----- | ----- |
| 1. Oktober  | Pierre Gastinel                    | französischer Romanist und Literaturwissenschaftler                                                             | 45    |       |
| 1. Oktober  | Switbert Lobisser                  | österreichischer Maler und Holzschneider                                                                        | 65    |       |
| 1. Oktober  | Albert Stewart Meek                | britischer Naturforscher und zoologischer Sammler von Vogelbälgen und Insekten                                  | 71    |       |
| 1. Oktober  | Franz Mohr                         | deutscher Maler und Schriftsteller                                                                              | 65    |       |
| 1. Oktober  | Josef Salminger                    | deutscher Militär, Oberst der Gebirgstruppe der Wehrmacht                                                       | 40    |       |
| 1. Oktober  | Algirdas Savickis                  | litauischer Maler                                                                                               | 26    |       |
| 2. Oktober  | Robert Nathaniel Dett              | kanadisch-US-amerikanischer Komponist und Pianist                                                               | 60    |       |
| 2. Oktober  | John William Evans                 | australischer Politiker, Premier von Tasmanien                                                                  | 87    |       |
| 2. Oktober  | Siegfried Kahlbaum                 | deutscher Arzt der Psychiatrie, Leiter der psychiatrischen Anstalt in Görlitz und Sanitätsrat                   | 72    |       |
| 2. Oktober  | Rudolf Lothar                      | österreichischer Schriftsteller, Kritiker und Essayist                                                          | 78    |       |
| 2. Oktober  | Otto Metterhausen                  | deutscher Verwaltungsbeamter, Parlamentarier (MdL) und niederdeutscher Schriftsteller                           | 82    |       |
| 3. Oktober  | Raoul Heinrich Francé              | österreichischer Bioniker und Naturphilosoph                                                                    | 69    |       |
| 3. Oktober  | Benjamin Gates                     | US-amerikanischer Anwalt und Politiker, State Auditor von Vermont                                               | 70    |       |
| 3. Oktober  | Ida Lee                            | australische Historikerin und Dichterin                                                                         | 78    |       |
| 3. Oktober  | Friedrich Reinhart                 | deutscher Bankier und Politiker (NSDAP)                                                                         | 72    |       |
| 4. Oktober  | Robert Jakob Bock                  | deutscher Maler                                                                                                 | 47    |       |
| 4. Oktober  | Richard Ely                        | US-amerikanischer Ökonom                                                                                        | 89    |       |
| 4. Oktober  | Martin Schulze                     | deutscher evangelischer Theologe und Rektor der Universität Königsberg                                          | 77    |       |
| 4. Oktober  | Johann Michael Freiherr von Welser | deutscher Verwaltungsjurist                                                                                     | 74    |       |
| 5. Oktober  | Ludwig von Estorff                 | deutscher General der Infanterie                                                                                | 83    |       |
| 5. Oktober  | Indriķis Gedgovds                  | lettischer Fußballspieler                                                                                       | 30    |       |
| 5. Oktober  | Trentino La Barba                  | italienischer Soldat und Widerstandskämpfer                                                                     |       |       |
| 5. Oktober  | Bernile Nienau                     | deutsche Schülerin, genannt Führers Kind                                                                        | 17    |       |
| 5. Oktober  | Ole Olsen                          | dänischer Filmproduzent                                                                                         | 80    |       |
| 5. Oktober  | Leon Roppolo                       | US-amerikanischer Jazz-Klarinettist und Saxophonist                                                             | 41    |       |
| 5. Oktober  | Pelagia Scheffczyk                 | polnische Fakturistin, Mitarbeiterin im polnischen Nachrichtendienst und ein Opfer der NS-Kriegsjustiz          | 28    |       |
| 5. Oktober  | Bruno Vattovaz                     | italienischer Ruderer                                                                                           | 31    |       |
| 6. Oktober  | Max Bartels junior                 | deutsch-niederländischer Zoologe                                                                                | 41    |       |
| 6. Oktober  | Leo Buerger                        | US-amerikanischer Pathologe, Chirurg und Urologe                                                                | 64    |       |
| 6. Oktober  | Joseph Veltjens                    | deutscher Jagdflieger im Ersten Weltkrieg                                                                       | 49    |       |
| 6. Oktober  | Percy Charles Hugh Wyndham         | britischer Botschafter                                                                                          | 79    |       |
| 7. Oktober  | Eugeniusz Bodo                     | polnisch-schweizerischer Schauspieler, Filmregisseur und Filmproduzent                                          | 43    |       |
| 7. Oktober  | Adolf Foehr                        | deutsch-böhmischer Architekt                                                                                    | 63    |       |
| 7. Oktober  | Radclyffe Hall                     | britische Schriftstellerin                                                                                      | 63    |       |
| 7. Oktober  | Christoph von Hessen               | deutscher Nationalsozialist, Leiter des Forschungsamtes der Luftwaffe                                           | 42    |       |
| 7. Oktober  | Charles Hindelang                  | deutscher Politiker                                                                                             | 78    |       |
| 7. Oktober  | Ludwig von Knözinger               | Regierungspräsident von Oberbayern                                                                              | 81    |       |
| 7. Oktober  | Aron Menczer                       | österreichischer Leiter der Wiener Jugendalijah                                                                 | 26    |       |
| 7. Oktober  | James Meston, 1. Baron Meston      | britischer Politiker (Liberal Party) und Beamter                                                                | 78    |       |
| 7. Oktober  | Carlo Schmidl                      | italienisch-österreichischer Musikverleger und Kunstsammler                                                     | 84    |       |
| 7. Oktober  | Ignaz Trebitsch-Lincoln            | buddhistischer Mönch, christlicher Priester und Politiker, Mitglied des House of Commons, Militärberater, Spion | 64    |       |
| 7. Oktober  | Archibald Warden                   | schottischer Tennisspieler                                                                                      | 74    |       |
| 8. Oktober  | Friedrich Wilhelm Albrecht         | deutscher Politiker und Pfarrer                                                                                 | 82    |       |
| 8. Oktober  | Georg Busch                        | deutscher Bildhauer                                                                                             | 81    |       |
| 8. Oktober  | Johanna Cupal                      | tschechisches Opfer der politischen Justiz des Nationalsozialismus                                              | 24    |       |
| 8. Oktober  | Otto Erler                         | deutscher Dramatiker                                                                                            | 71    |       |
| 8. Oktober  | Michel Fingesten                   | Weltenbummler, Maler und Graphiker                                                                              | 59    |       |
| 8. Oktober  | Marianne Golz                      | österreichische Operettensängerin (Sopran) und gehörte zum Widerstand gegen den Nationalsozialismus             | 48    |       |
| 8. Oktober  | Wilhelm Hegeler                    | deutscher Schriftsteller                                                                                        | 73    |       |
| 8. Oktober  | Frans Heikkinen                    | finnischer Skilangläufer                                                                                        | 37    |       |
| 8. Oktober  | Hans Philipp                       | deutscher Jagdflieger und Oberstleutnant im Zweiten Weltkrieg                                                   | 26    |       |
| 8. Oktober  | Richard Siegmann                   | deutscher Industrieller und Politiker                                                                           | 71    |       |
| 8. Oktober  | Gustave de Smet                    | belgischer Maler                                                                                                | 66    |       |
| 8. Oktober  | Lazzaro Uzielli                    | italienischer Pianist                                                                                           | 82    |       |
| 8. Oktober  | Petrus II. Weindl                  | österreichischer Priester, Abt von Michaelbeuern                                                                | 63    |       |
| 9. Oktober  | Rudolf Behrens                     | deutscher Pädagoge, Redakteur, Lyriker, Schriftsteller und Schauspiel-Autor                                     | 54    |       |
| 9. Oktober  | Rudolf Freisleben                  | deutscher Botaniker, Pflanzenbauwissenschaftler und Genetiker                                                   | 37    |       |
| 9. Oktober  | Gerhard Wilhelm Kernkamp           | niederländischer Historiker                                                                                     | 78    |       |
| 9. Oktober  | Walter F. Lineberger               | US-amerikanischer Politiker                                                                                     | 60    |       |
| 9. Oktober  | Marie von Malachowski-Nauen        | deutsche Malerin des Expressionismus                                                                            | 63    |       |
| 9. Oktober  | Josef Friedrich Matthes            | deutscher Politiker (SPD), rheinischer Separatistenführer und Ministerpräsident der Rheinischen Republik (1923) | 57    |       |
| 9. Oktober  | Hans Winckelmann                   | deutscher Opernsänger                                                                                           | 62    |       |
| 9. Oktober  | Pieter Zeeman                      | niederländischer Physiker, Nobelpreis für Physik 1902                                                           | 78    |       |
| 10. Oktober | Hermann Jakob Bier                 | deutscher Jurist und stellvertretender Regierungspräsident von Köln                                             | 58    |       |
| 10. Oktober | August Dieckmann                   | deutscher SS-Führer im Zweiten Weltkrieg                                                                        | 31    |       |
| 10. Oktober | Franz Diekamp                      | deutscher römisch-katholischer Theologe                                                                         | 78    |       |
| 10. Oktober | John Jansson                       | schwedischer Wasserspringer                                                                                     | 51    |       |
| 10. Oktober | Paul Krückmann                     | deutscher Rechtswissenschaftler                                                                                 | 76    |       |
| 10. Oktober | Frits Kuipers                      | niederländischer Fußballspieler                                                                                 | 44    |       |
| 10. Oktober | Paul Meuche                        | deutscher Buchhändler und Verleger                                                                              | 72    |       |
| 10. Oktober | Adolf Pott                         | preußischer Landrat                                                                                             | 37    |       |
| 10. Oktober | Friedrich Rosler                   | rumäniendeutscher Mundartdichter, Autor und Predigerlehrer                                                      | 87    |       |
| 10. Oktober | Charlotte Salomon                  | deutsche Malerin und Schriftstellerin                                                                           | 26    |       |
| 10. Oktober | Charles West                       | US-amerikanischer Schauspieler                                                                                  | 57    |       |
| 11. Oktober | Louis Balbach                      | US-amerikanischer Wasserspringer                                                                                | 47    |       |
| 11. Oktober | Karl Richard Ganzer                | deutscher Historiker im Nationalsozialismus                                                                     | 34    |       |
| 11. Oktober | Marie Christine Kohler             | US-amerikanische Sozialaktivistin und Wohltäterin                                                               | 67    |       |
| 11. Oktober | Dudley Walker Morton               | US-amerikanischer U-Boot-Kommandant im Zweiten Weltkrieg                                                        | 36    |       |
| 11. Oktober | Jan Mosdorf                        | polnischer Nationalist und Katholik                                                                             | 39    |       |
| 11. Oktober | Ettore Ovazza                      | italienischer Bankier und Zeitungsverleger                                                                      | 51    |       |
| 11. Oktober | Sigrid von der Schulenburg         | deutsche Philosophin, Editorin und Schriftstellerin                                                             | 58    |       |
| 11. Oktober | Ernst-Heinrich Voß                 | deutscher Offizier, zuletzt Generalmajor im Zweiten Weltkrieg                                                   | 43    |       |
| 12. Oktober | Otto Aust                          | schwedischer Segler                                                                                             | 51    |       |
| 12. Oktober | Willi Graf                         | deutscher Widerstandskämpfer, Mitglied der Widerstandsgruppe Weiße Rose                                         | 25    |       |
| 12. Oktober | Max Wertheimer                     | Psychologe und Mitbegründer der Gestaltpsychologie bzw. der Gestalttheorie                                      | 63    |       |
| 12. Oktober | Paul Weyer                         | deutscher kommunistischer Politiker und Gewerkschaftsfunktionär                                                 | 56    |       |
| 13. Oktober | Edward W. Creal                    | US-amerikanischer Politiker                                                                                     | 59    |       |
| 13. Oktober | Karl Külb                          | Oberbürgermeister von Mainz                                                                                     | 73    |       |
| 13. Oktober | Karl Antal Mühlberger              | österreichischer Künstler und Politiker (SDAPDÖ), Abgeordneter zum Nationalrat                                  | 74    |       |
| 13. Oktober | Andrea Vital                       | Schweizer Politiker (FDP-Liberale)                                                                              | 88    |       |
| 14. Oktober | Rudolf Beckmann                    | deutscher SS-Mann im Vernichtungslager Sobibor                                                                  | 33    |       |
| 14. Oktober | Ethel Benjamin                     | neuseeländische Juristin                                                                                        | 68    |       |
| 14. Oktober | John P. Brennan                    | US-amerikanischer Politiker                                                                                     | 78    |       |
| 14. Oktober | John C. Crosby                     | US-amerikanischer Jurist und Politiker                                                                          | 84    |       |
| 14. Oktober | Friedrich Gaulstich                | deutscher SS-Scharführer im Vernichtungslager Sobibor                                                           |       |       |
| 14. Oktober | Siegfried Graetschus               | deutscher SS-Untersturmführer, beteiligt an der „Aktion T4“                                                     | 27    |       |
| 14. Oktober | Walter Hirzel                      | deutscher Politiker und Verwaltungsjurist                                                                       | 62    |       |
| 14. Oktober | Fritz Konrad                       | deutscher SS-Scharführer im Vernichtungslager Sobibor                                                           | 29    |       |
| 14. Oktober | Schlomo Lajtman                    | polnischer Vernichtungslagerhäftling, Mitorganisator vom Aufstand in Sobibór (1943) und Opfer des Holocaust     |       |       |
| 14. Oktober | Johann Niemann                     | deutscher SS-Untersturmführer im Vernichtungslager Sobibor                                                      | 30    |       |
| 14. Oktober | Georg Friedrich Scheibel           | deutscher Seeoffizier der Kaiserlichen Marine                                                                   | 85    |       |
| 14. Oktober | Georg Schroeter                    | deutscher Chemiker                                                                                              | 74    |       |
| 14. Oktober | Thomas Steffl                      | deutscher SS-Scharführer im Vernichtungslager Sobibor                                                           |       |       |
| 14. Oktober | Ernst Stengelin                    | deutscher SS-Unterscharführer im Vernichtungslager Sobibor                                                      | 32    |       |
| 14. Oktober | Saul Tschernichowski               | hebräischer Dichter und Übersetzer                                                                              | 68    |       |
| 14. Oktober | Josef Vallaster                    | österreichischer Nationalsozialist und NS-Täter                                                                 | 33    |       |
| 14. Oktober | Karl Weidel                        | deutscher Pädagoge, Hochschullehrer für Religionspädagogik und Propst                                           | 68    |       |
| 14. Oktober | Josef Wolf                         | deutscher SS-Mann im Vernichtungslager Sobibor                                                                  | 43    |       |
| 14. Oktober | Johann Županc                      | österreichisch-slowenischer Widerstandskämpfer                                                                  | 28    |       |
| 15. Oktober | Heinrich von Aretin                | deutscher Gutsbesitzer und Politiker, MdR                                                                       | 68    |       |
| 15. Oktober | Paul Büttner                       | deutscher Chorleiter, Musikkritiker und Komponist der Spätromantik                                              | 72    |       |
| 15. Oktober | Manschuk Mametowa                  | sowjetische Soldatin                                                                                            | 20    |       |
| 15. Oktober | Blan R. Maxwell                    | US-amerikanischer Politiker                                                                                     | 44    |       |
| 15. Oktober | Stasys Šimkus                      | litauischer Komponist                                                                                           | 56    |       |
| 15. Oktober | Otto Thöne                         | deutscher Pädagoge, Schuldirektor, Regierungs- und Gewerbeschulrat sowie Leiter des Norag-Nebensenders Hannover | 85    |       |
| 15. Oktober | Georg Wobbermin                    | deutscher evangelischer Theologe                                                                                | 73    |       |
| 16. Oktober | Heinrich Brixner                   | deutscher Landwirt und Politiker (DVP), MdL                                                                     | 76    |       |
| 16. Oktober | Otto Reinke                        | deutscher Chemiker und Hochschullehrer                                                                          | 91    |       |
| 17. Oktober | Virgilius Altmann                  | österreichischer Radrennfahrer                                                                                  | 30    |       |
| 17. Oktober | Günther Gumprich                   | deutscher Marineoffizier                                                                                        | 43    |       |
| 17. Oktober | Franz Hemala                       | österreichischer Politiker (CSP), Landtagsabgeordneter, Mitglied des Bundesrates                                | 65    |       |
| 17. Oktober | Arnold Karplus                     | österreichischer Architekt                                                                                      | 66    |       |
| 17. Oktober | Jan Kotrč                          | tschechischer Schachspieler, Schachkomponist und Publizist                                                      | 81    |       |
| 17. Oktober | Emil Krause                        | deutscher Politiker (SPD), MdHB und Schulsenator                                                                | 73    |       |
| 17. Oktober | Kuroshima Denji                    | japanischer Schriftsteller                                                                                      | 44    |       |
| 18. Oktober | Horst Birr                         | deutscher Schauspieler                                                                                          | 31    |       |
| 18. Oktober | Benedictus Hubertus Danser         | niederländischer Botaniker                                                                                      | 52    |       |
| 18. Oktober | Alois Hönle                        | deutscher Volkssänger                                                                                           | 72    |       |
| 18. Oktober | A. M. de Jong                      | niederländischer Schriftsteller                                                                                 | 55    |       |
| 19. Oktober | André Antoine                      | französischer Theaterregisseur                                                                                  | 85    |       |
| 19. Oktober | Isaak Benrubi                      | jüdischer Philosoph                                                                                             | 67    |       |
| 19. Oktober | Wilhelm Boller                     | deutscher Widerstandskämpfer gegen das Nazi-Regime                                                              | 38    |       |
| 19. Oktober | Camille Claudel                    | französische Bildhauerin und Malerin                                                                            | 78    |       |
| 19. Oktober | Ernst Feyerabend                   | deutscher Rundfunkpionier und Staatssekretär                                                                    | 75    |       |
| 20. Oktober | Hermann von Schönburg-Waldenburg   | deutscher Diplomat, Fideikommissherr und Rittergutsbesitzer                                                     | 78    |       |
| 21. Oktober | Emil Franz Hänsel                  | deutscher Architekt                                                                                             | 73    |       |
| 21. Oktober | Pedro Mendy                        | uruguayischer Fechter                                                                                           |       |       |
| 21. Oktober | Hans Pollnow                       | deutscher Psychiater                                                                                            | 41    |       |
| 21. Oktober | Dudley Pound                       | britischer Flottenadmiral                                                                                       | 66    |       |
| 21. Oktober | Alexandra Wassiljewa-Sinzowa       | russische bzw. sowjetische Physikochemikerin und Hochschullehrerin                                              | 68    |       |
| 22. Oktober | Bertrand de Faucigny-Lucinge       | französischer Adliger und Automobilrennfahrer                                                                   | 44    |       |
| 22. Oktober | Bernhard Franzelin                 | österreichischer Ordensgeistlicher und Theologe                                                                 | 75    |       |
| 22. Oktober | William Reginald Hall              | britischer Marineoffizier und Politiker, Mitglied des House of Commons                                          | 73    |       |
| 22. Oktober | Thomas Kilby                       | US-amerikanischer Politiker                                                                                     | 78    |       |
| 22. Oktober | Max Maddalena                      | deutscher Politiker (SPD, USPD, KPD), MdR                                                                       | 48    |       |
| 22. Oktober | Johann Neubauer                    | österreichischer Schlosser und Widerstandskämpfer gegen das NS-Regime                                           | 22    |       |
| 22. Oktober | Franz Reingruber                   | österreichischer Schneidergehilfe und Widerstandskämpfer gegen den Nationalsozialismus                          | 22    |       |
| 22. Oktober | Eugen Rückgauer                    | deutscher Architekt                                                                                             | 73    |       |
| 22. Oktober | Rudolf Schmidt                     | deutscher Journalist, Heimatforscher und Regionalhistoriker                                                     | 68    |       |
| 22. Oktober | Albert Wiegel                      | deutscher Glaskünstler                                                                                          | 73    |       |
| 22. Oktober | Josef Venantius von Wöss           | österreichischer Kirchenmusiker, Komponist und Verlagsredakteur                                                 | 80    |       |
| 23. Oktober | Ben Bernie                         | US-amerikanischer Jazz-Violinist und Bigband-Leader                                                             | 52    |       |
| 23. Oktober | Charles Cerné                      | österreichischer Komponist                                                                                      | 46    |       |
| 23. Oktober | Ina Hoßfeld                        | deutsche Glasmalerin und Bildhauerin                                                                            | 62    |       |
| 23. Oktober | Franciszka Mann                    | polnische Tänzerin und Opfer des Holocaust                                                                      | 26    |       |
| 23. Oktober | Josef Schillinger                  | deutscher SS-Oberscharführer im Konzentrationslager Auschwitz                                                   | 35    |       |
| 24. Oktober | Hector de Saint-Denys Garneau      | kanadischer Dichter und Essayist                                                                                | 31    |       |
| 24. Oktober | Charly Wittong                     | deutscher Volkssänger                                                                                           | 66    |       |
| 25. Oktober | Nino Cesarini                      | italienisches Modell                                                                                            | 54    |       |
| 25. Oktober | Heinz Gerlach                      | deutscher Musiker und Komponist                                                                                 | 33    |       |
| 25. Oktober | Emil König                         | österreichischer Straßenbahnwerkstättenarbeiter und Widerstandskämpfer gegen den Nationalsozialismus            | 44    |       |
| 26. Oktober | Bernhard Ankermann                 | deutscher Ethnologe und Afrikaforscher                                                                          | 84    |       |
| 26. Oktober | Isabella Goodwin                   | US-amerikanische Polizistin und Detektivin                                                                      | 78    |       |
| 26. Oktober | Theodor Johann Jaeger              | österreichischer Architekt und Bauingenieur                                                                     | 69    |       |
| 26. Oktober | Hugo Köster                        | deutscher Verwaltungsjurist, Bezirksbürgermeister von Berlin-Zehlendorf                                         | 84    |       |
| 26. Oktober | Hermann Popp                       | deutscher Schriftsteller                                                                                        | 72    |       |
| 26. Oktober | Aurel Stein                        | ungarisch-britischer Entdecker und Archäologe                                                                   | 80    |       |
| 27. Oktober | Paolo Albera                       | Bischof von Mileto                                                                                              | 72    |       |
| 27. Oktober | Georg Beyer                        | deutscher Journalist                                                                                            | 59    |       |
| 27. Oktober | Herbert Gorgon                     | deutscher Mediziner und Nationalsozialist                                                                       | 36    |       |
| 27. Oktober | Nakano Seigō                       | japanischer Politiker                                                                                           | 57    |       |
| 27. Oktober | Isidor Traube                      | deutscher Physikochemiker                                                                                       | 83    |       |
| 28. Oktober | Charles Matranga                   | italienisch-US-amerikanischer Mobster                                                                           |       |       |
| 28. Oktober | Ivan Riley                         | US-amerikanischer Leichtathlet                                                                                  | 42    |       |
| 28. Oktober | Franz Schacherl                    | österreichischer Architekt                                                                                      | 47    |       |
| 28. Oktober | Guillermo Vergara                  | chilenischer Maler                                                                                              |       |       |
| 29. Oktober | Heinrich Biltz                     | deutscher Chemiker und Hochschullehrer                                                                          | 78    |       |
| 29. Oktober | Karl Böhme                         | Widerstandskämpfer gegen den Nationalsozialismus                                                                | 29    |       |
| 29. Oktober | Hans Bürkner                       | Schiffskonstrukteur der Kaiserlichen Marine                                                                     | 79    |       |
| 29. Oktober | Marcel Delabarre                   | französischer Automobilrennfahrer                                                                               | 51    |       |
| 29. Oktober | Robert Dorsay                      | deutscher Sänger, Tänzer und Schauspieler                                                                       | 39    |       |
| 29. Oktober | Percy Goetschius                   | US-amerikanischer Musiktheoretiker und Kompositionslehrer                                                       | 90    |       |
| 29. Oktober | Fritz Hegenbart                    | österreichischer Maler, Grafiker, Radierer und Bildhauer                                                        | 79    |       |
| 30. Oktober | Heinrich Denicke                   | deutscher Jurist, Kommunalpolitiker, Bürgermeister und Oberbürgermeister der Stadt Harburg                      | 87    |       |
| 30. Oktober | Beatrice Hastings                  | britische Dichterin, Journalistin und Kunstkritikerin                                                           | 64    |       |
| 30. Oktober | August Nagel                       | deutscher Kamerafabrikant und -konstrukteur                                                                     | 61    |       |
| 30. Oktober | Henry Strakosch                    | britisch-österreichischer Bankier und Geschäftsmann jüdischer Abstammung                                        | 72    |       |
| 31. Oktober | Albert Armitage                    | schottischer Polarforscher                                                                                      | 79    |       |
| 31. Oktober | Anna Benkendorff                   | deutsche Malerin der Düsseldorfer Schule                                                                        | 87    |       |
| 31. Oktober | Georg Gehring                      | deutscher Ringer                                                                                                | 39    |       |
| 31. Oktober | Konrad Hornschuch                  | deutscher Unternehmer                                                                                           | 79    |       |
| 31. Oktober | Arthur Lossow                      | deutscher Kommerzienrat, Kaufmann und Textilunternehmer                                                         | 94    |       |
| 31. Oktober | Max Reinhardt                      | österreichischer Theaterregisseur, Intendant und Theatergründer                                                 | 70    |       |
|             | Willi Warncke                      | kommunistischer Widerstandskämpfer gegen den Nationalsozialismus                                                | 41    |       |

## November
| Tag          | Name                                  | Beruf, bekannt als | Alter | Beleg |
| ------------ | ------------------------------------- | --- | ----- | ----- |
| 1. November  | Paul Beulque                          | französischer Wasserballspieler | 66    |       |
| 1. November  | Alois Geiger                          | deutsches NS-Opfer | 52    |       |
| 1. November  | Suzanne Masson                        | französische Widerstandskämpferin | 42    |       |
| 1. November  | C. William Ramseyer                   | US-amerikanischer Politiker | 68    |       |
| 1. November  | Eugene de Salignac                    | US-amerikanischer Stadtfotograf |       |       |
| 1. November  | Leo Statz                             | deutscher Unternehmer und NS-Opfer | 45    |       |
| 1. November  | Friedrich Zingel                      | deutscher Pädagoge und Schriftsteller | 66    |       |
| 2. November  | Franz Dorrenbach                      | deutscher Bildhauer | 73    |       |
| 2. November  | Alfred Fenz                           | österreichischer Elektroingenieur und Widerstandskämpfer gegen den Nationalsozialismus                                                         | 23    |       |
| 2. November  | Hugo Grimme                           | deutscher General der Flakartillerie im Zweiten Weltkrieg                                                                                      | 70    |       |
| 2. November  | Elfriede Hartmann                     | österreichische Studentin und Widerstandskämpferin gegen den Nationalsozialismus                                                               | 22    |       |
| 2. November  | Friedrich Hartmann                    | deutscher Jurist und Landrat | 35    |       |
| 2. November  | Ernst Herbig                          | deutscher Manager des Kohlenbergbaus | 67    |       |
| 2. November  | Felix Imre                            | österreichischer Schneidergehilfe und Widerstandskämpfer gegen den Nationalsozialismus                                                         | 25    |       |
| 2. November  | Walter Kämpf                          | österreichischer Hilfsarbeiter und Widerstandskämpfer gegen den Nationalsozialismus                                                            | 23    |       |
| 2. November  | Leopoldine Kovarik                    | österreichische Postbeamtin und Widerstandskämpferin gegen den Nationalsozialismus                                                             | 24    |       |
| 2. November  | Friedrich Mastny                      | österreichischer Handelsangestellter und Widerstandskämpfer gegen den Nationalsozialismus                                                      | 22    |       |
| 2. November  | Hellmuth Muntschick                   | deutscher Holzschnittkünstler und Maler | 32    |       |
| 2. November  | Charlotte Wilhelmine Niels            | deutsche Malerin | 77    |       |
| 3. November  | Wera Balandina                        | russisch-sowjetische Chemikerin und Mäzenin | 72    |       |
| 3. November  | Pola Braun                            | polnische Komponistin, Pianistin und Dichterin                                                                                                 |       |       |
| 3. November  | Awram Tschaliowski                    | bulgarischer Industrieller |       |       |
| 3. November  | Geo Wolters                           | deutscher Marinemaler | 77    |       |
| 4. November  | Georg Beck                            | deutscher Maschinenbauingenieur und Hochschullehrer                                                                                            | 42    |       |
| 4. November  | Franz Čermak                          | banatschwäbischer römisch-katholischer Geistlicher und Märtyrer                                                                                | 34    |       |
| 4. November  | James P. Hogan                        | US-amerikanischer Filmregisseur | 53    |       |
| 4. November  | Vincenzo Lapuma                       | italienischer Kurienkardinal der römisch-katholischen Kirche                                                                                   | 69    |       |
| 4. November  | Max Reich                             | deutscher Chirurg und Sanitätsoffizier | 81    |       |
| 4. November  | Johanna Richter                       | deutsche Politikerin | 72    |       |
| 4. November  | Ajzyk Samberg                         | polnischer Schauspieler | 54    |       |
| 4. November  | Frida Winckelmann                     | deutsche Politikerin und Pädagogin | 70    |       |
| 5. November  | Oscar Ameringer                       | US-amerikanischer Publizist | 73    |       |
| 5. November  | Aspazija                              | lettische Schriftstellerin | 78    |       |
| 5. November  | Frank Campeau                         | US-amerikanischer Theater- und Filmschauspieler                                                                                                | 78    |       |
| 5. November  | Paul de Chastonay                     | Schweizer Jesuit und Publizist | 73    |       |
| 5. November  | Idhomene Kosturi                      | albanischer Politiker | 70    |       |
| 5. November  | Georg Kränzlein                       | deutscher Chemiker und SS-Obersturmbannführer                                                                                                  | 61    |       |
| 5. November  | Ernst Kühn                            | deutscher Architekt und Hochschullehrer | 83    |       |
| 5. November  | Bernhard Lichtenberg                  | katholischer Theologe, 1996 seliggesprochen | 67    |       |
| 5. November  | Walter von Nathusius                  | deutscher Kaufmann und Unternehmer | 70    |       |
| 5. November  | Wilhelm Rollmann                      | deutscher Marineoffizier und U-Bootkommandant im Zweiten Weltkrieg                                                                             | 36    |       |
| 5. November  | Lodewijk Schelfhout                   | niederländischer Maler und Grafiker | 62    |       |
| 5. November  | Ida Trotzig                           | schwedische Fotografin, Ethnografin, Japanologin, Schriftstellerin und Malerin                                                                 | 79    |       |
| 6. November  | Marie-Eugène Debeney                  | französischer General | 79    |       |
| 6. November  | Paul Prosper Henrys                   | französischer Divisionsgeneral | 81    |       |
| 6. November  | Ernst Kupfer                          | deutscher Pilot und Ritterkreuzträger im Zweiten Weltkrieg                                                                                     | 36    |       |
| 6. November  | William Lister Lister                 | australischer Maler | 83    |       |
| 6. November  | George W. Loft                        | US-amerikanischer Politiker | 78    |       |
| 6. November  | Emil Némethy                          | ungarischer Luftfahrtpionier | 76    |       |
| 6. November  | Elsa Noffke                           | deutsche Widerstandskämpferin, Verlagsangestellte                                                                                              | 38    |       |
| 6. November  | Friedrich Pincus                      | deutscher Augenarzt | 71    |       |
| 6. November  | Karl Wahl                             | deutscher Bildhauer | 60    |       |
| 7. November  | Dwight Frye                           | US-amerikanischer Schauspieler | 44    |       |
| 7. November  | Walther Steiger                       | Schweizer Konstrukteur und Automobilhersteller                                                                                                 | 61    |       |
| 8. November  | Gusta Dawidson Draenger               | polnische Untergrundaktivistin und Widerstandskämpferin                                                                                        | 26    |       |
| 8. November  | Hermann Koehler                       | deutscher Bankier | 67    |       |
| 8. November  | Mathias Martin                        | luxemburgischer Architekt und Autor | 60    |       |
| 9. November  | Johann Auinger                        | österreichischer Politiker (HB), Abgeordneter zum Nationalrat                                                                                  | 77    |       |
| 9. November  | Chaim Yisroel Eiss                    | polnisch-jüdischer Kaufmann in Zürich | 67    |       |
| 9. November  | Albert Ferland                        | kanadischer Lyriker | 71    |       |
| 9. November  | Stefan Fryc                           | polnischer Fußballspieler | 49    |       |
| 9. November  | Hermann Lemp                          | deutscher Moderner Fünfkämpfer | 29    |       |
| 9. November  | George de Relwyskow                   | britischer Ringer | 56    |       |
| 9. November  | Boris Wladimirowitsch Romanow         | Mitglied aus dem Hause Romanow-Holstein-Gottorp                                                                                                | 65    |       |
| 9. November  | Josef Szombathy                       | österreichischer Prähistoriker, Entdecker der Venus von Willendorf                                                                             | 90    |       |
| 10. November | Alberto Jonás                         | spanischer Pianist | 75    |       |
| 10. November | Alfred Klee                           | deutscher Rechtsanwalt und Zionistenführer | 68    |       |
| 10. November | Dietrich Kohl                         | deutscher Historiker, Lehrer und Archivar | 81    |       |
| 10. November | Richard Kolewe                        | preußischer General der Infanterie | 89    |       |
| 10. November | Hermann Lange                         | deutscher katholischer Priester, Seliger und einer der Lübecker Märtyrer                                                                       | 31    |       |
| 10. November | Eduard Müller                         | deutscher katholischer Priester und einer der vier Lübecker Märtyrer sowie Seliger                                                             | 32    |       |
| 10. November | Johannes Prassek                      | deutscher katholischer Priester und einer der Lübecker Märtyrer                                                                                | 32    |       |
| 10. November | Karl Friedrich Stellbrink             | deutscher evangelisch-lutherischer Theologe | 49    |       |
| 11. November | Louisa Garrett Anderson               | britische Ärztin und Frauenrechtlerin | 70    |       |
| 11. November | Wilhelm Arning                        | deutscher Mediziner, Kolonialpolitiker und Politiker, MdR                                                                                      | 77    |       |
| 11. November | Vojtěch Beneš                         | Direktor der Brünner Wasserwerke, Widerstandskämpfer gegen das NS-Regime                                                                       | 51    |       |
| 11. November | Felix Bölte                           | deutscher Klassischer Philologe | 80    |       |
| 11. November | Herbert Austin Fricker                | kanadischer Chorleiter, Organist, Musikpädagoge und Komponist englischer Herkunft                                                              | 75    |       |
| 11. November | Daniel McArthur                       | schottischer Fußballtorwart | 76    |       |
| 11. November | Henry L. Myers                        | US-amerikanischer Politiker | 81    |       |
| 11. November | Ernst Neuwiem                         | deutscher Staatsrechtslehrer | 54    |       |
| 11. November | André Pirro                           | französischer Musikwissenschaftler und Organist                                                                                                | 74    |       |
| 11. November | Alfred Sauer                          | US-amerikanischer Fechter | 63    |       |
| 11. November | Hans Theodor Soergel                  | deutscher Rechtswissenschaftler | 76    |       |
| 11. November | Anton Steyrer                         | österreichischer Internist und Hochschullehrer                                                                                                 | 70    |       |
| 12. November | Agnes Bluhm                           | deutsche Ärztin | 81    |       |
| 12. November | Wilhelm Daehn                         | deutscher Oberbürgermeister | 71    |       |
| 12. November | Helene Delacher                       | österreichische Zeugin Jehovas und ein Opfer der NS-Kriegsjustiz                                                                               | 39    |       |
| 12. November | Henri Martin                          | französischer impressionistischer Maler | 83    |       |
| 12. November | Wilhelm Mohrbotter                    | deutscher Politiker | 68    |       |
| 12. November | Paul Pohle                            | deutscher Pädagoge und Geograph | 74    |       |
| 12. November | Alexander Schwab                      | deutscher kommunistischer Politiker und Publizist                                                                                              | 56    |       |
| 12. November | Paul Stefan                           | österreichischer Musikwissenschaftler und -schriftsteller                                                                                      | 63    |       |
| 12. November | Lajos Werkner                         | ungarischer Säbelfechter und Olympiasieger | 60    |       |
| 13. November | Wilhelm Biltz                         | deutscher Chemiker und Hochschullehrer | 66    |       |
| 13. November | Walther Dauch                         | deutscher Kaufmann und Politiker (DVP), MdHB, MdR                                                                                              | 69    |       |
| 13. November | Maurice Denis                         | französischer Maler des Symbolismus | 72    |       |
| 13. November | Max Riese                             | deutscher Drogist, Unternehmer und Erfinder der Penaten-Creme                                                                                  |       |       |
| 14. November | Hermann Jacobsen                      | deutscher Admiral | 84    |       |
| 14. November | Walter Krienitz                       | deutscher Mediziner | 67    |       |
| 14. November | Heinrich von Zedlitz und Neukirch     | preußischer Regierungspräsident in Köslin (1915–1919)                                                                                          | 80    |       |
| 15. November | Otto Adam                             | deutscher Widerstandskämpfer | 34    |       |
| 15. November | Hilda Cashmore                        | britische Sozialarbeiterin und Hochschullehrerin                                                                                               | 67    |       |
| 15. November | Walter Gmelin                         | deutscher Veterinärmediziner | 80    |       |
| 15. November | Karl Neuhof                           | deutscher Widerstandskämpfer | 51    |       |
| 15. November | Fredrik Ramm                          | norwegischer Journalist, Zeitungsredakteur und Autor                                                                                           | 51    |       |
| 15. November | Martin Weise                          | deutscher Politiker und Widerstandskämpfer gegen den Nationalsozialismus (Rote Kapelle)                                                        | 40    |       |
| 16. November | Carl Behr                             | deutscher Augenarzt und Hochschullehrer an der Universität Hamburg                                                                             | 69    |       |
| 16. November | Alfred Funk                           | deutscher Richter und aktiver Nationalsozialist                                                                                                | 46    |       |
| 16. November | Anton Gustafsson                      | schwedischer Tauzieher, Kugelstoßer und Gewichtheber                                                                                           | 66    |       |
| 16. November | Peter Muckel                          | deutsches Modell der Düsseldorfer Kunstszene, Obdachloser                                                                                      | 71    |       |
| 16. November | Heinrich Schaefer                     | deutscher Schriftsteller | 54    |       |
| 16. November | Richard Wiesel                        | deutscher Arzt und Inhaber eines Sanatoriums in Ilmenau                                                                                        | 78    |       |
| 16. November | Johann Friedrich Winckler             | deutscher Politiker (DNVP), MdR | 86    |       |
| 17. November | Wilhelm Franz                         | deutscher Anglist und Hochschullehrer | 84    |       |
| 17. November | Hans Honigmann                        | deutscher Zoologe | 52    |       |
| 17. November | Bertrand Turnbull                     | walisischer Hockeyspieler | 56    |       |
| 17. November | Karl Young                            | US-amerikanischer Theaterwissenschaftler, Mediävist und Universitätsprofessor                                                                  | 64    |       |
| 18. November | Anselm Ruest                          | deutscher Publizist, Philologe und Philosoph                                                                                                   | 65    |       |
| 18. November | Tokuda Shūsei                         | japanischer Schriftsteller | 71    |       |
| 18. November | Heinrich Weyl                         | orthodoxer Rabbiner und Altphilologe | 77    |       |
| 19. November | Gustav Cohn                           | deutscher Rabbiner | 62    |       |
| 19. November | Hirsch Gradenwitz                     | deutscher orthodoxer Rabbiner | 67    |       |
| 19. November | Georg Hermann                         | deutscher Schriftsteller | 72    |       |
| 19. November | Karl Jelinek                          | österreichischer Eisendreher und Widerstandskämpfer gegen den Nationalsozialismus                                                              | 47    |       |
| 19. November | Gustav Kieseritzky                    | deutscher Marineoffizier, zuletzt Vizeadmiral im Zweiten Weltkrieg                                                                             | 50    |       |
| 19. November | Baruch Lopes Leão de Laguna           | niederländischer Maler | 79    |       |
| 19. November | Sanne Ledermann                       | deutsch-jüdisches Mädchen, Freundin von Anne Frank, Opfer des Holocaust                                                                        | 15    |       |
| 19. November | Eugen Plorin                          | deutscher Politiker (NSDAP), MdR | 42    |       |
| 19. November | Jan Sierada                           | weißrussischer Politiker, erster Präsident der Weißrussischen Volksrepublik                                                                    | 46    |       |
| 19. November | Carla Simons                          | niederländische Schriftstellerin, Übersetzerin und Romanistin, Opfer des Nationalsozialismus                                                   | 40    |       |
| 19. November | Franz Strohmer                        | österreichischer Elektromonteur und Widerstandskämpfer                                                                                         | 31    |       |
| 19. November | Hans Sturzenegger                     | Schweizer Maler | 68    |       |
| 19. November | Hermine Zaynard                       | österreichische technische Zeichnerin und Widerstandskämpferin gegen den Nationalsozialismus                                                   |       |       |
| 20. November | Fritz Böhm                            | deutscher Volkskundler und Gymnasiallehrer | 63    |       |
| 20. November | Maria Croenlein                       | Schweizer Sozialarbeitswissenschaftlerin | 60    |       |
| 20. November | Johann Kamps                          | deutscher Architekt | 53    |       |
| 20. November | Rocco Lentini                         | italienischer Maler | 85    |       |
| 20. November | Oleksandr Luschpynskyj                | ukrainischer Architekt und Maler | 65    |       |
| 20. November | Alois Mitterwieser                    | deutscher Archivar und Historiker | 67    |       |
| 20. November | Shibazaki Keiji                       | japanischer Konteradmiral | 49    |       |
| 20. November | Rémi Weil                             | französischer Wasserspringer und Schwimmer | 43    |       |
| 21. November | J. William Ditter                     | US-amerikanischer Politiker | 55    |       |
| 21. November | Hans Gestrich                         | deutscher Ökonom | 48    |       |
| 21. November | Günther Hennecke                      | deutscher Mediziner, Tötungsarzt der Aktion T4                                                                                                 | 31    |       |
| 21. November | Ernst Graf zu Reventlow               | deutscher Reichstagsabgeordneter (NSFP; NSDAP), MdR                                                                                            | 74    |       |
| 22. November | William Warren Barbour                | US-amerikanischer Politiker | 55    |       |
| 22. November | Gustav vom Felde                      | deutscher SS-Obersturmbannführer, Führer des Einsatzkommandos 9 in Mies (Stribo), Leiter der Personalabteilung des Reichssicherheitshauptamtes | 35    |       |
| 22. November | Georg Florschütz                      | deutscher Jurist | 83    |       |
| 22. November | Lorenz Hart                           | US-amerikanischer Musicalautor | 48    |       |
| 22. November | Emil Jaletzky                         | deutscher Gewerkschafter und Politiker (Zentrum), MdL                                                                                          | 69    |       |
| 22. November | Carl Junack                           | deutscher Forstberater, Publizist, Erfinder | 73    |       |
| 22. November | Karl von Kaskel                       | deutscher Komponist | 77    |       |
| 22. November | Erich Köckert                         | deutscher Antifaschist | 43    |       |
| 22. November | Thilo von Linsingen                   | preußischer Generalmajor | 81    |       |
| 22. November | Georg Mardersteig                     | deutscher Jurist | 79    |       |
| 22. November | Wolfgang Ostwald                      | deutscher Biologe, Physikochemiker und Hochschullehrer                                                                                         | 60    |       |
| 22. November | Martin Pappenheim                     | österreichischer Neurologe und Psychiater | 62    |       |
| 22. November | James H. Price                        | US-amerikanischer Politiker | 65    |       |
| 22. November | Henry B. Steagall                     | US-amerikanischer Rechtsanwalt und Politiker                                                                                                   | 70    |       |
| 22. November | Hermann Ullstein                      | Verleger und Opfer des NS-Regimes | 68    |       |
| 22. November | Pietro Yon                            | italienisch-US-amerikanischer Organist, Komponist und Musikpädagoge                                                                            | 57    |       |
| 23. November | Wilhelm von Arnim-Lützlow             | deutscher Rittergutsbesitzer und Funktionär im Jagdwesen                                                                                       | 64    |       |
| 23. November | Kurt Gies                             | deutscher Tennisspieler | 22    |       |
| 23. November | Curt Glaser                           | deutscher Kunsthistoriker und Kunstkritiker | 64    |       |
| 23. November | Jacques Helbronner                    | französischer Jurist und jüdischer Funktionär                                                                                                  | 70    |       |
| 23. November | Bruno Satori-Neumann                  | deutscher Theaterwissenschaftler und Publizist                                                                                                 | 57    |       |
| 23. November | Torolf Voss                           | norwegischer Komponist und Dirigent | 66    |       |
| 24. November | Clara Cheeseman                       | neuseeländische Schriftstellerin | 91    |       |
| 24. November | Max Baginski                          | deutscher freiheitlicher Sozialist |       |       |
| 24. November | Helmut Hesse                          | deutscher evangelischer Pfarrer | 27    |       |
| 24. November | Doris Miller                          | US-amerikanischer Schiffskoch, erlangte Heldenruhm durch seine Taten beim japanischen Angriff auf Pearl Harbor                                 | 24    |       |
| 24. November | Henry M. Mullinnix                    | Marineflieger und Admiral der United States Navy während des Zweiten Weltkriegs                                                                | 51    |       |
| 24. November | Reina Prinsen Geerligs                | niederländische Widerstandskämpferin im Zweiten Weltkrieg                                                                                      | 21    |       |
| 24. November | Martin Raschke                        | deutscher Schriftsteller und Publizist | 38    |       |
| 24. November | Konrad Weiß                           | deutscher Politiker (Freisinnige Volkspartei, DDP), MdR                                                                                        | 80    |       |
| 25. November | Nikola Berković                       | kroatischer Bankier und Landtagsabgeordneter                                                                                                   | 81    |       |
| 25. November | John Buchanan                         | britischer Segler | 59    |       |
| 25. November | Renato Cialente                       | italienischer Schauspieler | 46    |       |
| 25. November | Carlo Cremonesi                       | italienischer Geistlicher, Kardinal der römisch-katholischen Kirche                                                                            | 77    |       |
| 25. November | Charlotte Klinder                     | deutsche Schauspielerin | 52    |       |
| 25. November | Ingwer Paulsen                        | deutscher Grafiker und Maler | 60    |       |
| 25. November | Franz Rappolt                         | deutscher Unternehmer und Opfer des Holocaust                                                                                                  | 73    |       |
| 25. November | Berthold Sterneck                     | österreichischer Opernsänger (Stimmlage: Bass)                                                                                                 | 56    |       |
| 26. November | Erich Böhme                           | deutscher Generalleutnant, SA-Führer | 80    |       |
| 26. November | Raoul Bricard                         | französischer Mathematiker | 73    |       |
| 26. November | Georges de Feure                      | französischer Maler des Jugendstils, Bühnenbildner und Industriedesigner                                                                       | 75    |       |
| 26. November | Paul Grobis                           | deutscher Politiker (KPD), MdL | 49    |       |
| 26. November | Charles G. D. Roberts                 | kanadischer Lyriker und Schriftsteller | 83    |       |
| 26. November | Hubertus von Sachsen-Coburg und Gotha | deutscher Prinz und Offizier des Hauses Sachsen-Coburg und Gotha                                                                               | 34    |       |
| 26. November | Winnaretta Singer                     | US-amerikanische Musikmäzenin | 78    |       |
| 26. November | Horace White                          | US-amerikanischer Politiker | 78    |       |
| 26. November | Carl Wintzer                          | preußischer Offizier, zuletzt Generalmajor im Ersten Weltkrieg                                                                                 | 83    |       |
| 27. November | Richard Boelke                        | deutscher Politiker (USPD/KPD), Mitglied der Bremischen Bürgerschaft                                                                           | 75    |       |
| 27. November | Ernst Graner                          | österreichischer Aquarellist | 78    |       |
| 27. November | Ansgar Höckelmann                     | deutscher Benediktiner, Abt des Klosters Weingarten                                                                                            | 80    |       |
| 27. November | Lew Nikolajewitsch Litoschenko        | russischer Ökonom, Statistiker und Hochschullehrer                                                                                             | 57    |       |
| 27. November | Edward O’Hare                         | US-amerikanischer Pilot | 29    |       |
| 27. November | Berta Sachs                           | deutsche Lehrerin, Schulleiterin und Pionierin der Sozialen Arbeit                                                                             | 67    |       |
| 28. November | Arthur Catterall                      | englischer Geiger, Dirigent und Musikpädagoge                                                                                                  | 60    |       |
| 28. November | Aleksander Hellat                     | estnischer Jurist und Diplomat | 62    |       |
| 28. November | Eduard Helly                          | österreichischer Mathematiker | 59    |       |
| 29. November | Alfred Eickworth                      | deutscher Widerstandskämpfer und Kommunist | 36    |       |
| 29. November | Herman LeRoy Fairchild                | US-amerikanischer Geologe | 93    |       |
| 29. November | Vincent F. Harrington                 | US-amerikanischer Politiker | 40    |       |
| 29. November | Zsolt Harsányi                        | ungarischer Theaterleiter und Schriftsteller                                                                                                   | 56    |       |
| 29. November | Adriënne Solser                       | niederländische Schauspielerin, Varietékünstlerin und Filmemacherin                                                                            | 70    |       |
| 29. November | Heinrich Ulrich                       | österreichischer Politiker (SdP), Abgeordneter zum Nationalrat                                                                                 | 72    |       |
| 30. November | Todor Angelow                         | bulgarischer kommunistischer Revolutionär und Kämpfer im belgischen Widerstand                                                                 | 43    |       |
| 30. November | Bruno Büchner                         | deutscher Rad- und Autorennfahrer sowie Luftfahrtpionier                                                                                       | 72    |       |
| 30. November | Etty Hillesum                         | niederländisch-jüdische Lehrerin und Tagebuchautorin                                                                                           | 29    |       |
| 30. November | Holger-Madsen                         | dänischer Schauspieler, Filmregisseur, Drehbuchautor und Kinomanager                                                                           | 65    |       |
| 30. November | Emil Kellenberger                     | Schweizer Sportschütze | 79    |       |
| 30. November | Paul Otto                             | deutscher Schauspieler | 65    |       |
| 30. November | Hans-Albin Freiherr von Reitzenstein  | deutscher Offizier, zuletzt SS-Obersturmbannführer im Zweiten Weltkrieg                                                                        | 32    |       |
| 30. November | Hugo Väli                             | estnischer Fußballspieler | 41    |       |
|              | Alexander Soscha Friedman             | polnischer Rabbiner, Erzieher, Journalist und Talmud-Gelehrter                                                                                 | 46    |       |
|              | Adolf Froelich                        | deutsch-polnischer Erfinder, Zahnarzt und Teilnehmer des Polnisch-Sowjetischen Krieges                                                         | 55    |       |
|              | Ilse Hamel                            | deutsche Journalistin, Schriftstellerin und NS-Funktionärin                                                                                    | 69    |       |
|              | Bertha Lamme                          | US-amerikanische Elektroningenieurin | 73    |       |
|              | Friedrich Karl von Puttkamer          | deutscher Regieassistent und Filmeditor | 35    |       |
|              | Georg Sperber                         | deutscher Politiker (NSDAP), MdR, SA-Führer und Bürgermeister von Hersbruck                                                                    | 46    |       |
|              | Comte Jean de Villeneuve-Esclapon     | französischer Schachspieler und -komponist | 83    |       |

## Dezember
| Tag          | Name                                   | Beruf, bekannt als                                                                                          | Alter | Beleg |
| ------------ | -------------------------------------- | --- | ----- | ----- |
| 1. Dezember  | Amos Arbour                            | kanadischer Eishockeyspieler                                                                                | 48    |       |
| 1. Dezember  | Laurence Bond                          | britischer Stabhochspringer                                                                                 | 37    |       |
| 1. Dezember  | Agnes Henderson Brown                  | schottisch-britische Suffragette und Schriftstellerin                                                       | 77    |       |
| 1. Dezember  | Damrong Rajanubhab                     | Innenminister Thailands, Archäologe                                                                         | 81    |       |
| 1. Dezember  | Antonio De Viti De Marco               | italienischer Ökonom und Politiker                                                                          | 85    |       |
| 1. Dezember  | Richard Heymons                        | deutscher Ökologe, Entomologe und Zoologe                                                                   | 76    |       |
| 2. Dezember  | Alexis Prinz zu Bentheim und Steinfurt | deutscher Jagdflieger                                                                                       | 21    |       |
| 2. Dezember  | E. M. Delafield                        | britische Schriftstellerin                                                                                  | 53    |       |
| 2. Dezember  | Nordahl Grieg                          | norwegischer Schriftsteller, Lyriker, Dramatiker und Journalist                                             | 41    |       |
| 2. Dezember  | Jenny Grimminger                       | Opfer des nationalsozialistischen Regimes, erste Ehefrau von Eugen Grimminger                               | 48    |       |
| 2. Dezember  | Gerhard Heil                           | Mitglied des Provinziallandtages der Provinz Hessen-Nassau                                                  | 74    |       |
| 2. Dezember  | Peter Hofer                            | nationalsozialistischer Politiker (VKS, AdO, OpA)                                                           | 38    |       |
| 2. Dezember  | Schiller Marmorek                      | österreichischer Jurist und Schriftsteller                                                                  | 65    |       |
| 2. Dezember  | Berthold Maurenbrecher                 | deutscher Altphilologe                                                                                      | 75    |       |
| 2. Dezember  | Walther Meienreis                      | deutscher Fechter und Olympiateilnehmer                                                                     | 66    |       |
| 2. Dezember  | Jaap Meijer                            | niederländischer Bahnradsportler und Weltmeister                                                            | 38    |       |
| 2. Dezember  | Robert Sagawe                          | deutscher Politiker (Zentrum)                                                                               | 67    |       |
| 2. Dezember  | Rudolf Straubel                        | deutscher Physiker                                                                                          | 79    |       |
| 2. Dezember  | Ernst von Studnitz                     | deutscher Konteradmiral der Kriegsmarine                                                                    | 45    |       |
| 3. Dezember  | Stefan Bryła                           | polnischer Ingenieur                                                                                        | 57    |       |
| 3. Dezember  | Hugo Cadenbach                         | deutscher Landgerichtsrat und Unternehmer                                                                   | 68    |       |
| 3. Dezember  | Heinrich Engels                        | Offizial im Erzbistum Köln                                                                                  | 71    |       |
| 3. Dezember  | Henriette Amalie Lieser                | österreichische Mäzenin                                                                                     | 68    |       |
| 3. Dezember  | Robert Matzke                          | deutscher Widerstandskämpfer und Kommunist                                                                  | 58    |       |
| 3. Dezember  | Henryk Trzonek                         | polnischer Bratschist                                                                                       | 31    |       |
| 4. Dezember  | Otto Arpke                             | deutscher Maler, Illustrator und Gebrauchsgraphiker                                                         | 57    |       |
| 4. Dezember  | Felix Atenstädt                        | deutscher Klassischer Philologe und Gymnasiallehrer                                                         | 77    |       |
| 4. Dezember  | Edwin Blos                             | deutscher Arzt, Homöopath, Buddhist                                                                         | 70    |       |
| 4. Dezember  | Josef Cornelius                        | deutscher Mundartdichter                                                                                    | 94    |       |
| 4. Dezember  | Henri Jacoubet                         | französischer Romanist                                                                                      | 66    |       |
| 4. Dezember  | Jemeljan Michailowitsch Jaroslawski    | sowjetischer Politiker und Journalist                                                                       | 65    |       |
| 4. Dezember  | Anna Kroher                            | deutsche Autorin und volkskundliche Sagenforscherin                                                         | 84    |       |
| 4. Dezember  | Carlo Mierendorff                      | deutscher Politiker (SPD), MdR und Journalist                                                               | 46    |       |
| 4. Dezember  | Camillo Olivetti                       | italienischer Ingenieur und Firmengründer                                                                   | 75    |       |
| 4. Dezember  | Eduard Wagner                          | deutscher Jurist und Politiker (DNVP), MdR                                                                  | 75    |       |
| 5. Dezember  | Adolf ten Hompel                       | deutscher Rechtsanwalt und völkischer Schriftsteller                                                        | 69    |       |
| 5. Dezember  | Richard Mansfeld                       | deutscher Richter                                                                                           | 78    |       |
| 5. Dezember  | Hugo Meier-Thur                        | deutscher Grafiker und Hochschullehrer, Opfer des Nationalsozialismus                                       | 62    |       |
| 6. Dezember  | Karol Dziewoński                       | polnischer Chemiker                                                                                         | 67    |       |
| 6. Dezember  | Wilhelm Heine                          | Landtagsabgeordneter Waldeck                                                                                | 78    |       |
| 6. Dezember  | Egon Ihne                              | deutscher Gymnasialprofessor und Phänologe                                                                  | 84    |       |
| 6. Dezember  | Oskar Messter                          | deutscher Filmpionier                                                                                       | 77    |       |
| 6. Dezember  | G. O. Smith                            | englischer Fußballspieler                                                                                   | 71    |       |
| 6. Dezember  | Kurt Uhlig                             | deutscher Schauspieler und Regisseur                                                                        | 56    |       |
| 7. Dezember  | Ruth Belville                          | britische Unternehmerin, „Greenwich Time Lady“                                                              | 89    |       |
| 7. Dezember  | Gernot Bock-Stieber                    | österreichischer Regisseur, Drehbuchautor und Dokumentarfilmer                                              | 51    |       |
| 7. Dezember  | Wazlau Iwanouski                       | weißrussischer sozialer und politischer Aktivist                                                            | 63    |       |
| 7. Dezember  | Curt Peters                            | deutscher katholischer Theologe und Orientalist                                                             | 38    |       |
| 7. Dezember  | Ludwig Rex                             | deutscher Opernsänger und Stummfilmschauspieler                                                             | 68    |       |
| 7. Dezember  | Carl Schuchhardt                       | deutscher Prähistoriker                                                                                     | 84    |       |
| 7. Dezember  | Georges Tainturier                     | französischer Degenfechter und Olympiasieger                                                                | 53    |       |
| 8. Dezember  | Peider Lansel                          | rätoromanischer Dichter und Sprachförderer                                                                  | 80    |       |
| 8. Dezember  | Heinrich Mohnen                        | preußischer Baubeamter                                                                                      | 88    |       |
| 8. Dezember  | Felix Waldstein                        | deutscher Politiker (FVP, DDP), MdR                                                                         |       |       |
| 9. Dezember  | George Cooper                          | US-amerikanischer Schauspieler (Stummfilmzeit)                                                              | 50    |       |
| 9. Dezember  | Peter Dmytruk                          | kanadischer Soldat und Mitglied der Résistance                                                              | 23    |       |
| 9. Dezember  | Georges Dufrénoy                       | französischer Maler                                                                                         | 73    |       |
| 9. Dezember  | Alfons Hartmann                        | deutscher kommunistischer Widerstandskämpfer                                                                | 28    |       |
| 9. Dezember  | Paul Kulisch                           | deutscher Agrarwissenschaftler                                                                              | 81    |       |
| 9. Dezember  | Katharina Leipelt                      | deutsche Chemikerin und Widerstandskämpferin gegen den Nationalsozialismus                                  | 50    |       |
| 9. Dezember  | Lawrence Lewis                         | US-amerikanischer Politiker                                                                                 | 64    |       |
| 9. Dezember  | Ludwig von Lorenz-Liburnau             | österreichischer Zoologe (besonders Ornithologie)                                                           | 87    |       |
| 9. Dezember  | Hermann Meyer-Rodehüser                | deutscher Archivar und Diplomat                                                                             | 60    |       |
| 9. Dezember  | Arnold Szelinski                       | deutscher Offizier                                                                                          | 52    |       |
| 10. Dezember | Jean-Baptiste Bienvenu-Martin          | Jurist und französischer Politiker in der Dritten Republik                                                  | 96    |       |
| 10. Dezember | Emílio Lúcio Esteves                   | brasilianischer General                                                                                     | 59    |       |
| 10. Dezember | Heinrich Lahusen                       | deutscher Kaufmann                                                                                          | 49    |       |
| 10. Dezember | Paul Merkel                            | deutscher Rechtswissenschaftler und Hochschullehrer für Straf- und Prozessrecht                             | 71    |       |
| 10. Dezember | Arno Schenk                            | deutscher Klassischer Philologe und Gymnasiallehrer                                                         | 60    |       |
| 10. Dezember | Olaf Sletten                           | norwegischer Sportschütze                                                                                   | 57    |       |
| 10. Dezember | Edmond Vansteenberghe                  | französischer Philosophiehistoriker und katholischer Theologe und Bischof                                   | 62    |       |
| 10. Dezember | Alfred Vogt                            | Schweizer Augenarzt                                                                                         | 64    |       |
| 10. Dezember | Thomas Walch                           | österreichischer Maler                                                                                      | 75    |       |
| 11. Dezember | Just Andersen                          | dänischer Bildhauer und Silberschmied                                                                       | 59    |       |
| 11. Dezember | Oskar Kapp                             | deutscher Fußballspieler                                                                                    | 31    |       |
| 11. Dezember | Placidus Sczygiel                      | deutscher römisch-katholischer Geistlicher, Franziskaner und Märtyrer                                       | 64    |       |
| 11. Dezember | Ernst Wichelhaus                       | deutscher Verwaltungsjurist, Rittergutsbesitzer und Landrat                                                 | 78    |       |
| 11. Dezember | Harry Witherby                         | britischer Ornithologe und Autor                                                                            | 70    |       |
| 12. Dezember | Frederick Habberfield                  | britischer Radrennfahrer                                                                                    | 48    |       |
| 12. Dezember | Riccardo Reuven Pacifici               | italienischer Oberrabbiner von Rodos und Genua                                                              | 39    |       |
| 12. Dezember | Jean Prenant                           | französischer Autorennfahrer                                                                                | 34    |       |
| 12. Dezember | Ivan Rein                              | jugoslawischer Maler                                                                                        | 38    |       |
| 13. Dezember | Wallace Crossley                       | US-amerikanischer Politiker                                                                                 | 69    |       |
| 13. Dezember | Karl Eschenburg                        | deutscher Landwirt, Verwaltungsbeamter, Gutsbesitzer und Politiker (DNVP)                                   | 66    |       |
| 13. Dezember | Erich Garske                           | deutscher Widerstandskämpfer                                                                                | 36    |       |
| 13. Dezember | Arthur Grünewald                       | deutscher Maler                                                                                             | 56    |       |
| 13. Dezember | Charles Henry Hawes                    | englischer Anthropologe                                                                                     | 76    |       |
| 13. Dezember | Richard von Heineccius                 | deutscher Generalleutnant und Kommandant von Hamburg                                                        | 62    |       |
| 13. Dezember | Iwan Wassiljewitsch Kljun              | russischer Maler, Avantgardekünstler (Suprematismus, Konstruktivismus), Grafiker und Bildhauer              | 70    |       |
| 13. Dezember | Václav Kropáček                        | tschechoslowakischer Oberst und Widerstandskämpfer                                                          | 45    |       |
| 13. Dezember | Hermann Meyer                          | deutscher Ministerialbeamter und Politiker (SPD), MdL                                                       | 56    |       |
| 13. Dezember | Theodor von Sosnosky                   | österreichischer Historiker und Schriftsteller                                                              | 77    |       |
| 14. Dezember | Stefan Hemmerich                       | deutscher Fußballspieler                                                                                    | 25    |       |
| 14. Dezember | John Harvey Kellogg                    | US-amerikanischer Arzt und Erfinder der Cornflakes                                                          | 91    |       |
| 14. Dezember | Fritz Muth                             | deutscher Dekorations- und Kirchenmaler                                                                     | 78    |       |
| 14. Dezember | Otto Nebelthau                         | deutscher Schauspieler und Schriftsteller                                                                   | 49    |       |
| 14. Dezember | Otto Schendel                          | deutscher Illustrator, Werbe- und Comiczeichner                                                             | 55    |       |
| 14. Dezember | Isaac Homer Van Winkle                 | US-amerikanischer Jurist und Politiker (Republikanische Partei)                                             | 73    |       |
| 15. Dezember | Albert Charles Lucien Henry            | französischer Tierarzt, Parasitologe und Hochschullehrer an der École nationale vétérinaire d’Alfort        | 65    |       |
| 15. Dezember | Ludwig Krug                            | deutscher Reichsgerichtsrat                                                                                 | 74    |       |
| 15. Dezember | Gustav Adolf Oberlik                   | deutscher Politiker (NSDAP), MdR                                                                            | 38    |       |
| 15. Dezember | Jacob Ritsema                          | niederländischer Landschafts-, Genre-, Porträt- und Stilllebenmaler                                         | 74    |       |
| 15. Dezember | Fats Waller                            | US-amerikanischer Jazz-Pianist, -Organist, -Komponist und -Sänger                                           | 39    |       |
| 16. Dezember | Joseph Alfs                            | deutscher Provinzialrömischer Archäologe                                                                    | 33    |       |
| 16. Dezember | George Bridgman                        | kanadisch-amerikanischer Maler, Schriftsteller und Kunstpädagoge                                            | 79    |       |
| 16. Dezember | Philipp Brugger                        | deutscher Verwaltungsjurist                                                                                 | 78    |       |
| 16. Dezember | Paul Carbone                           | französischer Mafioso                                                                                       | 49    |       |
| 16. Dezember | Charlotte Garske                       | deutsche Widerstandskämpferin                                                                               | 37    |       |
| 16. Dezember | Erich Gierach                          | deutscher NS-Germanist und Volkstumskämpfer der völkischen sudetendeutschen Bewegung                        | 62    |       |
| 16. Dezember | Emma Martin                            | deutsche Hausfrau und Landarbeiterin                                                                        | 51    |       |
| 16. Dezember | Elfriede Scholz                        | deutsches NS-Opfer                                                                                          | 40    |       |
| 16. Dezember | Ernst Schreiner                        | deutscher Buchhändler und Schriftsteller                                                                    | 64    |       |
| 16. Dezember | Walther Wecke                          | deutscher Polizeibeamter und Offizier, zuletzt General der Luftwaffe im Zweiten Weltkrieg                   | 58    |       |
| 17. Dezember | Mauro Caruana                          | maltesischer römisch-katholischer Geistlicher, Bischof von Malta                                            | 76    |       |
| 17. Dezember | Frans Hombörg                          | niederländischer Fußballspieler                                                                             | 45    |       |
| 17. Dezember | Erwin Keferstein                       | NS-Opfer | 28    |       |
| 17. Dezember | Johann Georg Lampert                   | österreichischer Unternehmer und Politiker (CSP), Landtagsabgeordneter zum Vorarlberger Landtag             | 61    |       |
| 17. Dezember | Lotte Spira                            | deutsche Schauspielerin                                                                                     | 60    |       |
| 18. Dezember | Viktor Flessl                          | österreichischer Ruderer                                                                                    | 45    |       |
| 18. Dezember | Joseph McCarthy                        | US-amerikanischer Liedtexter                                                                                | 58    |       |
| 18. Dezember | Ludwig von Reuter                      | deutscher Marineoffizier, zuletzt Admiral                                                                   | 74    |       |
| 18. Dezember | Alfred Roßner                          | deutscher Unternehmer und Gerechter unter den Völkern                                                       | 37    |       |
| 18. Dezember | Friedrich Sommer                       | österreichisch-ungarischer Dirigent, Theaterdirektor und Impresario                                         | 68    |       |
| 18. Dezember | Hans Starcke                           | deutscher Künstler und Dichter                                                                              | 68    |       |
| 18. Dezember | Karl Tittel                            | deutscher Altphilologe und Pädagoge                                                                         | 71    |       |
| 18. Dezember | Hans Traub                             | deutscher Zeitungs- und Filmwissenschaftler                                                                 | 42    |       |
| 18. Dezember | Matthias Wimmer                        | österreichischer Politiker (GdP), Abgeordneter zum Nationalrat                                              | 64    |       |
| 18. Dezember | Justinus Wöhrer                        | österreichischer Zisterzienserabt und Missionar                                                             | 71    |       |
| 19. Dezember | Georg Albert                           | österreichischer Philosoph, Schriftsteller und Privatgelehrter                                              | 74    |       |
| 19. Dezember | Otto Barblan                           | Schweizer Komponist und Organist                                                                            | 83    |       |
| 19. Dezember | Carl Busch                             | US-amerikanischer Komponist                                                                                 | 81    |       |
| 19. Dezember | Albert Schinz                          | US-amerikanischer Romanist und Literaturwissenschaftler Schweizer Herkunft                                  | 73    |       |
| 19. Dezember | Maximilian Schwalb                     | deutscher Reichsgerichtsrat und Ministerialbeamter                                                          | 79    |       |
| 19. Dezember | Ludwig Strecker der Ältere             | deutscher Musikverleger                                                                                     | 90    |       |
| 20. Dezember | Anita Augspurg                         | deutsche Juristin und Frauenrechtlerin der bürgerlich-radikalen Frauenbewegung                              | 86    |       |
| 20. Dezember | Josef Block                            | deutscher Maler                                                                                             | 80    |       |
| 20. Dezember | Rudolf Junk                            | österreichischer Grafiker und Maler                                                                         | 63    |       |
| 20. Dezember | Ernst Kaufmann                         | Schweizer Bahnradrennfahrer                                                                                 | 48    |       |
| 20. Dezember | Wolfgang von Oettingen                 | deutscher Kunst- und Literaturhistoriker                                                                    | 84    |       |
| 20. Dezember | Hans Rudolf von Sandersleben           | deutscher Rittergutsbesitzer und Politiker                                                                  | 90    |       |
| 20. Dezember | Juri Nikolajewitsch Tynjanow           | russischer Schriftsteller und Literaturwissenschaftler, einer der Hauptvertreter des russischen Formalismus | 49    |       |
| 21. Dezember | Mahmut Esat Bozkurt                    | türkischer Jurist und Politiker                                                                             |       |       |
| 12. Dezember | Margaret Fletcher                      | englisch-britische Autorin, Künstlerin und Frauenbildungsaktivistin                                         | 81    |       |
| 21. Dezember | Nicola Moscardelli                     | italienischer Schriftsteller, Journalist und Literaturkritiker                                              | 49    |       |
| 21. Dezember | Grant E. Mouser junior                 | US-amerikanischer Politiker                                                                                 | 48    |       |
| 21. Dezember | Pavia Petersen                         | grönländischer Schriftsteller, Dichter, Maler, Übersetzer, Musiker, Katechet und Landesrat                  | 38    |       |
| 22. Dezember | Friedrich Epstein                      | deutscher Chemiker                                                                                          | 61    |       |
| 22. Dezember | Heinrich Fehrentz                      | deutscher Widerstandskämpfer gegen den Nationalsozialismus                                                  | 35    |       |
| 22. Dezember | Franz Gribel                           | deutscher Reeder                                                                                            | 93    |       |
| 22. Dezember | Beatrix Potter                         | britische Kinderbuchautorin und -illustratorin                                                              | 77    |       |
| 22. Dezember | Heinrich Pudor                         | deutscher Propagandist der Nacktkultur, völkisch-nationaler Publizist                                       | 78    |       |
| 22. Dezember | Alfred Sidgwick                        | englischer Logiker und Philosoph                                                                            |       |       |
| 22. Dezember | Heinrich Waentig                       | deutscher Nationalökonom                                                                                    | 73    |       |
| 22. Dezember | Edith Watson                           | US-amerikanische Fotografin                                                                                 | 82    |       |
| 23. Dezember | André Bruère                           | französischer Diplomat                                                                                      | 63    |       |
| 23. Dezember | Max Lang                               | deutscher Gerber und Politiker, MdL                                                                         | 69    |       |
| 23. Dezember | Angela Travnik                         | slowenische Widerstandskämpferin                                                                            | 55    |       |
| 23. Dezember | Johannes Wilsing                       | deutscher Astronom                                                                                          | 87    |       |
| 24. Dezember | Gassan Sadakatsu                       | Schwertschmied der Gassan-Schule                                                                            |       |       |
| 24. Dezember | Kurt Gruber                            | deutscher Politiker (NSDAP), erster Führer der Hitler-Jugend                                                | 39    |       |
| 24. Dezember | Marc Henry                             | Kabarettist, Chansonnier, Opernlibrettist und Autor                                                         | 70    |       |
| 24. Dezember | Karl Weller                            | deutscher Landeshistoriker                                                                                  | 77    |       |
| 25. Dezember | Ilona Durigo                           | ungarische Sängerin (Alt) und Gesangspädagogin                                                              | 62    |       |
| 25. Dezember | Konrad Glaser                          | österreichischer Klassischer Philologe                                                                      | 40    |       |
| 25. Dezember | William Irving                         | deutsch-US-amerikanischer Schauspieler                                                                      | 50    |       |
| 25. Dezember | Carl Mainka                            | deutscher Geophysiker und Seismologe                                                                        | 69    |       |
| 25. Dezember | Rui de Noronha                         | mosambikanischer Journalist und Schriftsteller                                                              | 34    |       |
| 25. Dezember | Oskar Schwartz                         | deutscher Offizier, zuletzt Generalmajor im Zweiten Weltkrieg                                               | 57    |       |
| 25. Dezember | Gustav von Seyffertitz                 | deutscher Filmschauspieler und Regisseur der Stummfilmzeit                                                  | 81    |       |
| 25. Dezember | Joseph Shanahan                        | irischer römisch-katholischer Ordensgeistlicher und Apostolischer Vikar von Süd-Nigeria                     | 72    |       |
| 25. Dezember | Otto Stromeyer                         | deutscher Ingenieur, Unternehmer und Zeitungsverleger                                                       | 62    |       |
| 25. Dezember | Max Zell                               | deutscher Industrieller                                                                                     | 77    |       |
| 26. Dezember | Erich Bey                              | deutscher Marineoffizier, zuletzt Konteradmiral im Zweiten Weltkrieg                                        | 45    |       |
| 26. Dezember | Russell Henry Chittenden               | US-amerikanischer Physiologe und Chemiker (Physiologische Chemie)                                           | 87    |       |
| 26. Dezember | Dimitris Glinos                        | griechischer Philosoph, Politiker, Erzieher und Widerstandskämpfer gegen den Nationalsozialismus            | 61    |       |
| 26. Dezember | Paul B. Johnson senior                 | US-amerikanischer Politiker                                                                                 | 63    |       |
| 26. Dezember | Charles Risk                           | US-amerikanischer Politiker                                                                                 | 46    |       |
| 27. Dezember | Otto Conrad                            | österreichischer Nationalökonom                                                                             | 67    |       |
| 27. Dezember | André Auguste Edouard Hirschauer       | französischer Général de division im Ersten Weltkrieg                                                       | 86    |       |
| 27. Dezember | Rupert Julian                          | US-amerikanisch-neuseeländischer Filmemacher                                                                | 64    |       |
| 28. Dezember | Theo Berkelmann                        | deutscher Politiker (NSDAP), MdR und SS-Obergruppenführer                                                   | 49    |       |
| 28. Dezember | Hans Erdmenger                         | deutscher Marineoffizier und Kommandant zweier Zerstörer im Zweiten Weltkrieg                               | 40    |       |
| 28. Dezember | Franz Eulenburg                        | deutscher Nationalökonom und Soziologe                                                                      | 76    |       |
| 28. Dezember | Karl Holzhey                           | deutscher römisch-katholischer Geistlicher, Theologe, Alttestamentler, Hochschullehrer                      | 80    |       |
| 28. Dezember | Werner Jansen                          | deutscher Schriftsteller und Arzt                                                                           | 53    |       |
| 28. Dezember | Léopold Leau                           | französischer Mathematiker                                                                                  | 75    |       |
| 28. Dezember | George Adam Pfeiffer                   | US-amerikanischer Mathematiker                                                                              | 54    |       |
| 28. Dezember | Otmar Schissel von Fleschenberg        | österreichischer Philologe und Byzantinist                                                                  | 59    |       |
| 28. Dezember | Waldemar Weissermel                    | deutscher Geologe und Paläontologe                                                                          | 73    |       |
| 29. Dezember | Eduard Altenburg                       | deutscher Politiker (NSDAP), MdR                                                                            | 49    |       |
| 29. Dezember | Arnold Berney                          | deutsch-jüdischer Historiker                                                                                | 46    |       |
| 29. Dezember | Martin Faßbender                       | deutscher Hochschullehrer, Publizist und Politiker (Zentrum), MdR                                           | 87    |       |
| 29. Dezember | Maurice Hemelsoet                      | belgischer Ruderer                                                                                          | 68    |       |
| 29. Dezember | Carme Karr                             | spanische Feministin, Journalistin, Autorin, Musikologin und Komponistin                                    | 78    |       |
| 29. Dezember | Jefferson Myers                        | US-amerikanischer Jurist und Politiker (Demokratische Partei)                                               | 80    |       |
| 29. Dezember | William Henry Singer                   | US-amerikanischer Kunstsammler und Maler                                                                    | 75    |       |
| 29. Dezember | Karl Freiherr Heinold von Udynski      | österreichisch-ungarischer Beamter und Politiker                                                            | 81    |       |
| 30. Dezember | Hobart Bosworth                        | US-amerikanischer Schauspieler und Filmregisseur                                                            | 76    |       |
| 30. Dezember | Georg Gretor                           | dänischer Journalist                                                                                        | 51    |       |
| 30. Dezember | Wolfgang Kraneck                       | deutscher Politiker (NSDAP), MdR                                                                            | 43    |       |
| 30. Dezember | Oleksandr Myzjuk                       | ukrainischer Ökonom, Soziologe, Hochschullehrer und Politiker                                               | 60    |       |
| 30. Dezember | Sebastião Aparício da Silva            | portugiesischer römisch-katholischer Missionar, Jesuit und Generalvikar                                     | 94    |       |
| 30. Dezember | Charles M. Thomson                     | US-amerikanischer Politiker                                                                                 | 66    |       |
| 31. Dezember | Karl Bartoschek                        | österreichisch-deutscher Maler und Sänger                                                                   | 73    |       |
| 31. Dezember | Roger Gilbert-Lecomte                  | französischer Dichter                                                                                       | 36    |       |
| 31. Dezember | Siegmund Keller                        | deutscher Rechtswissenschaftler sowie Bibliotheksrat                                                        | 73    |       |
| 31. Dezember | Paul Lindenberg                        | deutscher Schriftsteller                                                                                    | 84    |       |
| 31. Dezember | Arnulf Meinhold                        | deutscher Schrittmacher                                                                                     | 44    |       |
| 31. Dezember | József Árpád Murmann                   | ungarischer Maler und Bildhauer                                                                             | 54    |       |
| 31. Dezember | Bruno Neumann                          | deutscher General und Vielseitigkeitsreiter                                                                 | 60    |       |
| 31. Dezember | Emil Ziegenrücker                      | deutscher Lehrer und Politiker (Deutsche Reformationspartei, DNVP), MdL                                     | 61    |       |
|              | Ottilie Pohl                           | deutsche Politikerin und Widerstandskämpferin                                                               | 76    |       |
|              | Johannes Pundt                         | deutscher Radrennfahrer                                                                                     | 79    |       |